# 4743 Kikuchi
4743 Kikuchi је астероид главног астероидног појаса чија средња удаљеност од Сунца износи 2,268 астрономских јединица (АЈ).
Апсолутна магнитуда астероида је 13,5.